# Jorma Huttunen
Jorma Tapio Huttunen, född 16 september 1907 i Helsingfors, död 4 november 1979 i Helsingfors, var en finländsk operasångare (tenor).
Åren 1936–1945 var Huttunen verksam vid Finlands nationalopera, men gästspelade även vid Staatsoper i Berlin 1943 och Kungliga Operan i Stockholm 1944–1964. Han gästspelade även i andra nordiska och europeiska länder, däribland i Sovjetunionen och Italien. Åren 1961–1974 verkade Huttunen som lektor i sång vid Sibelius-Akademin. Åren 1942, 1950 och 1956 gjorde Huttunen 14 skivinspelningar, varav en del gjordes tillsammans med Cyril Szalkiewicz samt studioorkestern Decca under ledning av Klaus Salmi.
1953 tilldelades Huttunen Pro Finlandia-medaljen.